# Abdallah Ibrahim

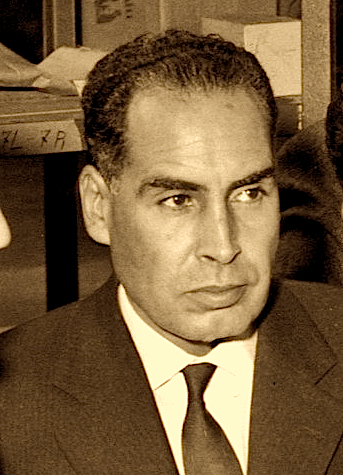
Abdallah Ibrahim

Moulay Abdallah Ibrahim (arabisch عبد الله إبراهيم, DMG ʿAbd Allāh Ibrāhīm; * 24. August 1918 in der Provinz Al Haouz; † 11. September 2005 in Casablanca) war der Premier- und Außenminister Marokkos von Dezember 1958 bis Mai 1960.

## Frühe Jahre
Abdallah Ibrahim studierte an der Ibn-Jussuf-Universität in Marrakesh und der Sorbonne in Paris. Von 1944 bis 1959 war er Mitglied der bürgerlich-nationalistischen Istiqlal-Partei (Unabhängigkeitspartei) und arbeitete 1950 bis 1952 in der Redaktion des Istiqlal-Organs „Al Alam“, weswegen er 1952 bis 1954 inhaftiert wurde.

## Regierung und Opposition
In der ersten Nationalregierung des unabhängigen Marokko war Ibrahim 1955–56 Staatssekretär (Staatsminister) für Information und Tourismus. 1956–57 war er Minister für Arbeit und Soziales. Ende 1958 wurde er von König Mohammed V. zum Premierminister und Außenminister ernannt.
Ibrahim war bemüht, die Souveränität Marokkos zu festigen und seine Wirtschaft zu entwickeln. Während seiner Regierung wurde das Regime der „Offenen Tür“ beseitigt und die Zollhoheit Marokkos wiederhergestellt. Im Zusammenhang mit dem Ifni-Krieg gewann Marokko 1958 das Tarfaya-Gebiet (Südmarokko) von Spanien zurück.
Ibrahims antiimperialistisch-nationaldemokratischer Kurs und sein von Frankreich und den USA allzu unabhängiger Kurs (Bemühen um Auflösung der Militärstützpunkte, Anlehnung an die Casablanca-Gruppe) führte im Januar 1959 zur Spaltung der Istiqlal-Partei und am 20. Mai 1960 zu Ibrahims Abberufung durch den König. Der König übernahm die Regierungsgeschäfte bis zu seinem Tod am 26. Februar 1961.

## Nationalunion der Volkskräfte
Bei der Spaltung der Istiqlal-Partei schloss sich Ibrahim dem von Mehdi Ben Barka und Muhammad Basri geführten radikalen (linken) Flügel an, der sich zur Union Nationale des Forces Populaires (UNFP) formierte. Von 1959 bis 1972 war Ibrahim Generalsekretär der UNFP, die zwischen Istiqlal-Partei und Kommunistischer Partei agierte.